# 立花貞二郎
立花 貞二郎（たちばな ていじろう、1893年 （明治26年）- 1918年（大正7年）11月11日）は、日本の女形俳優、元子役である。

## 来歴
1893年（明治26年）、東京府東京市浅草区新谷町（現在の東京都台東区千束1丁目）に生まれる。兄は歌舞伎役者の中村富之亟だが、立花の幼少期に鉛毒で死去している。
幼少にして初代 中村芝鶴のもとで子役として初舞台を踏んだ。子役期を脱して本格的な初舞台を踏んだのは、満12歳を迎える1905年（明治38年）であった。
歌舞伎時代の名は中村 芝鷺（なかむら しろ）、また中村 芝鷺助（なかむら　しろすけ）と名乗った時期もある。
新派への転向を経て、満16歳を迎える1909年（明治42年）、吉沢商会で映画界にデビューした。その後、梅屋庄吉のM・パテー商会作品にも出演し、1912年（明治45年）に吉沢商会、M・パテー商会が他の2社と合併して日活を設立、翌1913年（大正2年）に建設・開所された日活向島撮影所に入社する。
『やどり木』（1913年）、『花の夢』（1914年）等で主役を張り、1914年（大正3年）、関根達発と共演したレフ・トルストイの小説『復活』の映画化、『カチューシャ』が大ヒットとなった。同作が立花の出世作となり、日活向島の人気女形スターとなった。薄幸のヒロイン役が人気であり、同時代のアメリカ映画の女優・メアリー・ピックフォードに比された。
1917年（大正6年）頃から持病の肺結核が悪化。翌年、体調が持ち直すと「お名残り」として『生ける屍』に出演。その後日活向島を辞め巡業に出るが、同年11月11日、名古屋の巡業先で死去した（兄と同じく鉛毒が死因という説もある）。満25歳没。

## 人物・エピソード
歌舞伎、新派を経て最初期のサイレント映画に出演し、「日本のメアリー・ピックフォード」と称せられた。本名は不詳。
楚々とした風情が語り草だったという立花は、大変にカンのいい俳優で、演技をしながらキャメラの回転音を聞き、体の動きのスピードを加減したという。そのころのキャメラは手回しだったので、フィルムの節約、光線の具合などでハンドルの回転を遅くすることが技師の手ひとつで出来た。「回転が落ちているな」と思ったら演技の動きを遅くする、「出来上がった映像の動きは自然に見える」という塩梅で、まさにサイレント映画的名優と言われたのである。
立花が「ヒロイン」を演じた『カチューシャ』は大ヒットとなり、映画館では女弁士が歌う『カチューシャの唄』が同じく大評判となった。南部僑一郎は当時の熱狂ぶりについて次のように語っている。
「それとカチューシャ、これは大正三年です、立花貞次郎（原文ママ）なる女形が演じましてね、この歌がもうでたらめに流行った。家の近所に一九か二十で、カチューシャという狂人がおりました、草履ずるずるひきずって、前をはだけて 別れのつらさァなんて歌って歩くんです。おっカチューシャが来たってんで、不良共が悪さをする、精神病者まで歌っていた、そういう時代でした」
立花の死去と同時期に、「写実を旨とする映画に女形は不自然である」として、映画界は急速に女優導入が進んだ。大正7年夏、天活の帰山教正が監督第一回作品『生の輝き』で新劇女優花柳はるみを起用。大正9年には松竹キネマが女優を含めた俳優の養成を開始している。

## フィルモグラフィ

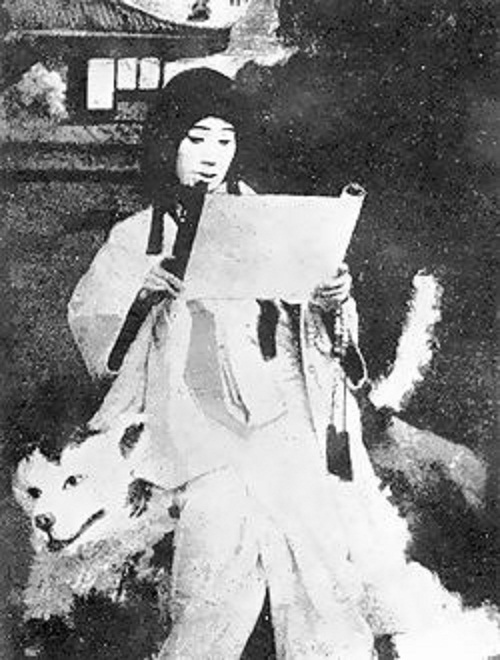
『八犬伝』（1913年）

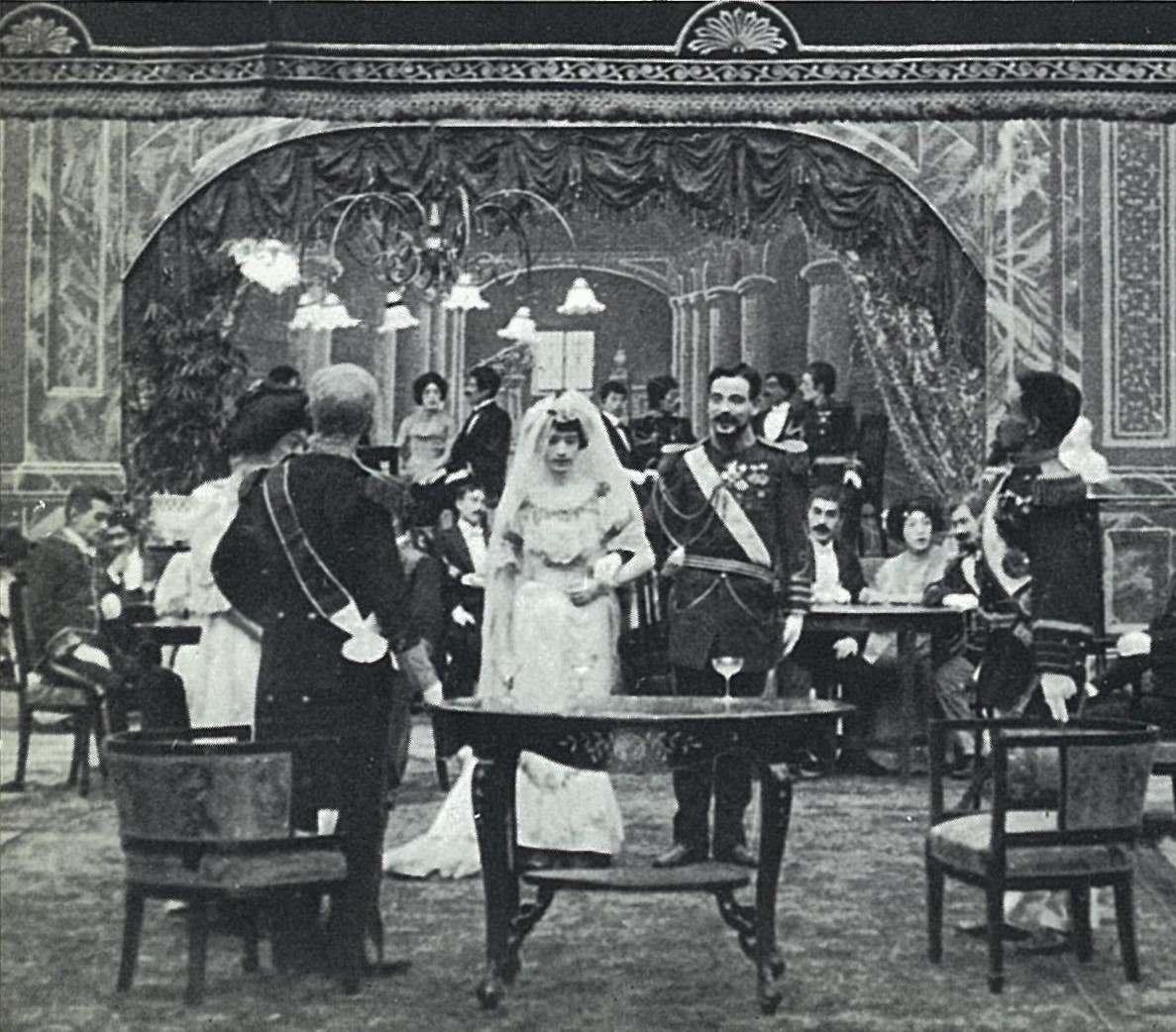
『後のカチューシャ』（1915年）中央左。右は関根達発。

特筆以外は日活向島撮影所作品、すべて出演である。
1913年（大正2年）
- 『やどり木』 : 監督不明、原作柳川春葉
- 『悲劇百合子』 : 監督不明、原作菊池幽芳
- 『渦巻 前篇』 : 監督不明、原作渡辺霞亭、脚本篠山吟葉
- 『暗の女』 : 監督不明、原作、脚本青柳拾三郎
- 『忍び駒』 : 監督不明、原作篠山吟葉
- 『渦巻 後篇』 : 監督不明、原作渡辺霞亭、脚本篠山吟葉
- 『橘花子』 : 監督不明

1914年（大正3年）
- 『松風村雨』 : 監督不明、原作佐藤紅緑
- 『花の夢』 : 監督不明、原作佐藤紅緑
- 『雷 (稲妻)』 : 監督不明
- 『母 (捨小舟)』 : 監督不明
- 『女屑屋』 : 監督不明
- 『カチューシャ』 : 監督細山喜代松、原作レフ・トルストイ、脚本桝本清
- 『辻うら売り (子の一念)』 : 監督細山喜代松・小口忠
- 『紅筆日記』 : 監督細山喜代松

1915年（大正4年）
- 『後のカチューシャ』 : 監督細山喜代松、原作レフ・トルストイ、脚本桝本清
- 『火中の美人 (火中美人)』 : 監督細山喜代松
- 『桜月夜』 : 監督細山喜代松、原作小島孤舟
- 『人の思』 : 監督細山喜代松、原作小栗風松
- 『空中の美人』 : 監督細山喜代松
- 『めくら芸者』 : 監督不明
- 『弁天お小夜』 : 監督不明、原作江見水蔭
- 『狂美人 (サロメ劇)』 : 監督細山喜代松
- 『知らぬ親』 : 監督不明、原作江見水蔭
- 『黄菊白菊』 : 監督小口忠

1916年（大正5年）
- 『洋妾の娘 (蝶の舞ひ)』 : 監督不明、原作小川集川
- 『怨みの鐘』 : 監督不明、原作佐藤紅緑、M・カシー商会
- 『うき世』 : 監督不明、原作柳川春葉
- 『返り咲』 : 監督不明
- 『岩しみず』 : 監督不明
- 『青葉若葉』 : 監督不明
- 『きづな』 : 監督不明
- 『うき雲』 : 監督不明
- 『雨後の月』 : 監督不明
- 『伯爵御次男』 : 監督不明
- 『初恋』 : 監督不明、原作小杉天外
- 『蟬しぐれ』 : 監督不明
- 『侠芸者』 : 監督不明
- 『落胤』 : 監督不明
- 『義涙侠涙』 : 監督不明
- 『むら雲』 : 監督不明
- 『夜の鶴』 : 監督不明
- 『磯千鳥』 : 監督不明
- 『怨みの鐘』 : 監督不明
- 『ホトトギス』 : 監督不明
- 『女舞鶴』 : 監督不明
- 『白露』 : 監督不明
- 『恋の仇波』 : 監督不明
- 『お夏文代』 : 監督不明、原作菊池幽芳
- 『散り紅葉』 : 監督不明
- 『想夫憐』 : 監督不明、原作渡辺霞亭
- 『北浜あらし』 : 監督不明
- 『吉丁字』 : 監督不明
- 『孝女白菊』 : 監督不明
- 『裾野』 : 監督不明

1917年（大正6年）
- 『二人静』 : 監督小口忠、原作柳川春葉、脚本新海文次郎
- 『あかね染』 : 監督不明
- 『あわ雪』 : 監督不明
- 『竜巻』 : 監督不明、原作渡辺霞亭
- 『罪の子』 : 監督不明
- 『憂き身』 : 監督不明、原作柳川春葉
- 『若き女の半生』 : 監督不明
- 『迷の夢』 : 監督不明
- 『通夜物語』 : 監督小口忠、原作泉鏡花
- 『毒草』 : 監督小口忠、原作菊池幽芳、脚本桝本清
- 『八重霞』 : 監督不明
- 『つきぬ涙』 : 監督不明
- 『春の炎』 : 監督不明
- 『己が罪』 : 監督不明、原作菊池幽芳
- 『春の海』 : 監督不明、原作渡辺霞亭
- 『銀の鍵』 : 監督不明
- 『小松島』 : 監督不明、原作青木緑園
- 『結婚の夜』 : 監督不明、日活京都撮影所
- 『捨小舟』 : 監督不明
- 『旅衣』 : 監督不明
- 『人の情』 : 監督不明、原作小栗風葉
- 『後の仇浪宮島心中』 : 監督不明
- 『誘惑』 : 監督小口忠、原作徳田秋声、脚本桝本清
- 『雨夜の女』 : 監督不明
- 『露の契』 : 監督不明
- 『幼き母』 : 監督不明
- 『無縁の搭婆』 : 監督不明
- 『芸者一代 (芸妓一代)』 : 監督不明
- 『浪まくら』 : 監督不明
- 『夕刊売』 : 監督不明
- 『浮かれ胡弓』 : 監督不明
- 『恋の一念』 : 監督不明

1918年（大正7年）
- 『生ける屍』 : 監督田中栄三、原作レフ・トルストイ、脚本桝本清

## 参考書籍
- 『活動俳優銘々伝』、岡村紫峰、活動写真雑誌社、1916年

## 註
1. 1 2 3 4 5 6 7 8 9 10 11  立花貞二郎、『朝日日本歴史人物事典』、同項執筆長崎一、朝日新聞出版、コトバンク、2009年12月1日閲覧。
2. 1 2 3 4 5 6 7  『芸能人物事典 明治大正昭和』、日外アソシエーツ、1998年、「立花貞二郎」の項。
3. 1 2 3 4 5 6 7  『無声映画俳優名鑑』、無声映画鑑賞会編、マツダ映画社監修、アーバン・コネクションズ、2005年、p.152。
4. 1 2  『日本映画人名事典 男優篇・下巻』キネマ旬報社、1996年、p.101「立花貞二郎」の項。執筆者は田中純一郎。
5. 1 2  『週刊サンケイ臨時増刊 大殺陣 チャンバラ映画特集』（サンケイ出版）
6. 1 2   日活株式会社『日活四十年史』日活、1952年、81−83頁。
7. ↑  『あゝ活動大写真 グラフ日本映画史 戦前篇』（朝日新聞社）
8. ↑  『日本映画縦断』第一巻、白川書院